# Taylor Hill
Taylor Marie Hill (Palatine, Illinois; 5 de març de 1996) és una model estatunidenca coneguda per ser un dels àngels de Victoria's Secret.
Ha treballat per prestigioses marques com Chanel, Balmain, Carolina Herrera, Giorgio Armani, entre d'altres.
Ha sigut nomenada com "Model del Any 2015" a les xarxes socials escollida pel públic. També, com una de les 100 persones més belles del món per la revista People.

## Primers anys
Taylor Marie Hill va néixer a Palatine, Illinois i va créixer a Arvada, Colorado. Aviat, va pendre classes de gimnàsia abans d'entrar al món del modelatge. Té tres germans també models: Chase Hill, Loganrae Hill i Mackinley Hill. Es va graduar de la secundària Pomona a Arvada.
Taylor va confessar haver patit acos escolar quan anava a la secundària "L'alta i prima Taylor" era el seu sobrenom. "Era el blanc de totes les burles, mai em va agradar l'escola. Estava llesta. No m'importava no pertànyer a aquell món. Era una nerd. No els agradava a ells" Va dir la model en una entrevista amb Cosmopolitan. "L'última vegada ho vaig comprovar, ningú recordava que jo hagués anat a aquella escola. La gent quedava en shock quan descubrien que jo vaig ser alumne d'aquell lloc. No vaig existir en aquell període, llavors no li agradava als nens, i ara tots es comporten com… hey, jo vaig anar a l'escola amb tu". Després que firmés amb sol 14 anys amb l'agència de models IMG, va deixar l'escola a Colorado i obtindre el seu diploma als 16.

## Carrera
Hill va ser descuberta quan tenia 14 anys a un graner a Granby, Colorado per Jim Jordan, un agent que també és fotògraf.
Al 2013, va ser inclosa al catàleg d'Intimissimi i va treballar a campanyes impreses per Forever 21.
Al 2014 va modelar per H & M i aquell mateix any va ser convertida en una de les cares de Rosa Cha junt amb Erin Heatherton, Frida Gustavsson i Barbara Palvin.
Fou votada com "la model més prometedora del 2015" pels lectors de Couturesque. Al 2015 va protagonitzar un anunci per Versus. L'agost d'aquell mateix any, va guanyar el premi "Model de l'Any" a les xarxes socials als Fashion Media Awards.
Al 2016, va interpretar a una model a la pel·lícula The Neon Demon i es va posicionar a la posició número 17 de la llista "Les models millor pagades del món" de la revista Forbes, amb ganàncies estimades de 4 milions de dòlars entre 2015 i 2016. El juliol de 2016, va ser nomenada com la nova cara de Lancôme. Al 2018 va formar part del selecte grup de models considerades com les més boniques del món segons la revista Maxim.
Ha aparegut als editorials de Voge America, França, Espanya, Noruega i Mèxic . Ha sigut portada per Harper's Bazaar França, Holanda i Austràlia. Alguns altres treballs han sigut per Elle, W, senyora Figaro, Dazed, LOVE, Número rus, Glamour i italià Marie Claire i Cosmopolitan Mèxic.
Ha modelat per Versace, 3.1 Phillip Lim, Kenzo, Fendi, Valentino, Carolina Herrera, Emporio Armani, Alexandre Vauthier, DKNY, Chanel, Viktor & Rolf, Anthony Vaccarello, Ralph Lauren, Bouchra Jarrar, Damir Doma, Gabbana, Richard Nicoll, Ermanno Scervino, Atelier Versace, Alberta Ferretti, Gabriela Cadena, Elie Saab, Giorgio Armani, Hervé Léger, IRFE, Rachel Zoe, Christopher Kane, Michael van der Ham, Armani Privé, Mugler, Alexander Wang, Maxime Simoëns, Paul & Joe, Paul Smith, Giles Deacon, Karl Lagerfeld, Miu Miu, Roksanda Ilincic, Victoria Secret, Public School i Vivienne Westwood.
Ha participat en campanyes publicitàries per Miu Miu, Jimmy Choo, Lancôme, Versus, Armani Privé, Michael Kors, Ports 1961, H & M, Topshop, J Brand, Juicy Couture, PINK, Alexandre Vauthier, Victoria's Secret i la marca turca Colin's Jeans junt amb l'actor i Model Çağatay Ulusoy.

### Victoria's Secret
Taylor Hill va trepitjar per primera vegada les pasarel·les de Victoria's Secret l'any 2014 a la línia Pink. L'any següent va ser nomenada junt amb altres deu models com les noves àngels oficials de la marca. El 2015 participa en el vídio promocional Victoria's Secret Angels Lip Sync "Hands to Myself" per la marca en aquest mateix any i és encargada d'obrir el segment de Pink amb unes ales estil americanes, per donar continuïtat amb el seu ascens a àngel dins de la marca al 2016 participant a dos segments a la introducció del show y obrint el segment Dark Angel. El 2017 va participar en el Victoria’s Secret Angels Lip Sync “I Feel It Coming”.
Taylor Hill va obrir el Victoria's Secret Fashion Show del 2018 a Nova York.
Al seu pas per Victoria's Secret ha participat a 5 desfilades, ha obert una vegada el show, obrint 3 segments en total.